# Dia Internacional da Mulher Indígena
O Dia Internacional da Mulher Indígena é celebrado, anualmente, no dia 5 de setembro como um marco de apoio à luta das mulheres indígenas por justiça social e em defesa dos direitos individuais e coletivos de seus povos. A data homenageia a liderança Bartolina Sisa, símbolo das resistências indígena e camponesa na história colonial da América do Sul. De acordo com a ONU Mulheres, a data reconhece a continuidade do protagonismo histórico das mulheres indígenas desempenhado tanto no passado, quanto no tempo presente, como agentes de transformação social em suas famílias e comunidades, bem como guardiãs dos modos de vida nativos da América.
A data foi declarada no ano de 1983 em um encontro de movimentos sociais. O posterior reconhecimento da data foi consequencia direta da atuação diplomática das mulheres indígenas nos órgãos internacionais de direitos humanos a partir da década de 1990.
O marco é na mesma data do Dia da Amazônia.

## História
O Dia Internacional da Mulher Indígena foi instituído no ano de 1983, durante o II Encontro de Organizações e Movimentos da América, em Tiauanaco, na Bolívia. data foi reconhecida, posteriormente, pela ONU Mulheres.

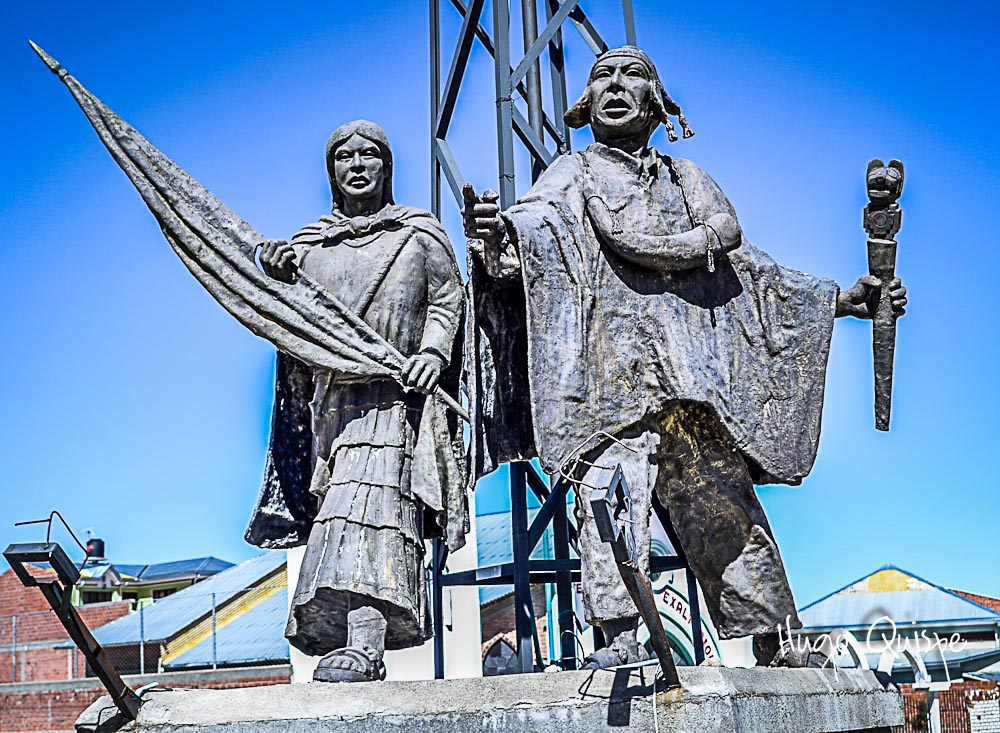
Tupac Katari e Bartolina Sisa

A data foi escolhida em memória à figura histórica de Bartolina Sisa, mulher aimará que foi executada em 5 de setembro de 1782 durante a rebelião indígena anticolonial de Túpac Katari. Bartolina se destacou pela valentia frente às tropas espanholas que tentavam invadir o território dos povos originários do Alto Peru, hoje região de La Paz, na Bolívia.

## Significados
A data têm como objetivo homenagear as mulheres indígenas do passado, mas também enfatizar as lutas de resistencia na atualidade.
No Brasil do século XXI, por exemplo, a realidade dos povos indígenas é permeada de violências físicas e simbólicas: de retrocessos nas políticas de demarcação de terras e impactos psicológicos do apagamento de suas culturas, saberes e tradições. Sendo que, no caso das mulheres, estas violências são potencializadas.
No caso do Chile, estudiosas revelaram uma tensão existente entre a política do reconhecimento do papel da mulheres indígenas, expresso na integração da data comemorativa no calendário oficial, e a negação sistêmica de suas tradições ancestrais e falta de garantia de seus direitos.